# 2015년 러시아 수호이 Su-24 격추 사건
2015년 러시아 수호이 Su-24 격추 사건은 2015년 11월 24일에 터키 · 시리아 국경 부근에서 러시아 공군의 전폭기가 터키 공군에 격추된 사건이다.

## 개요

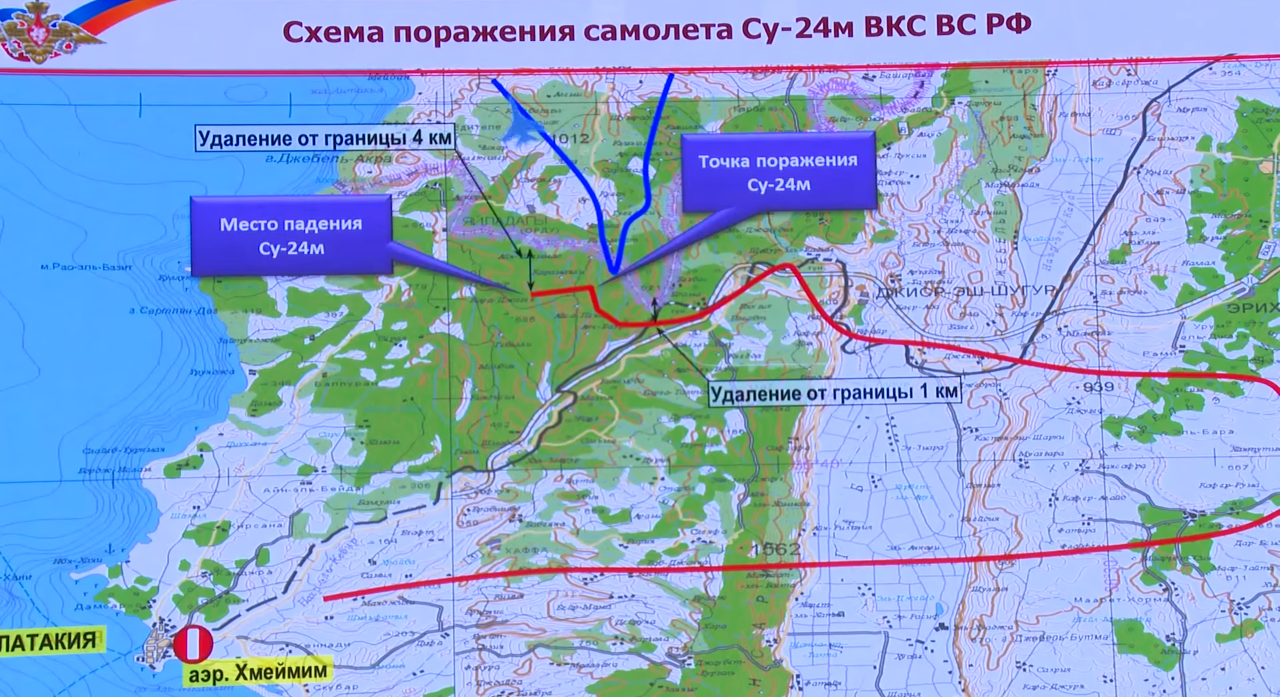
러시아 국방부가 처음으로 발표한 사건 지도. 파란색 선이 터키 공군의 F-16 비행 경로이다.

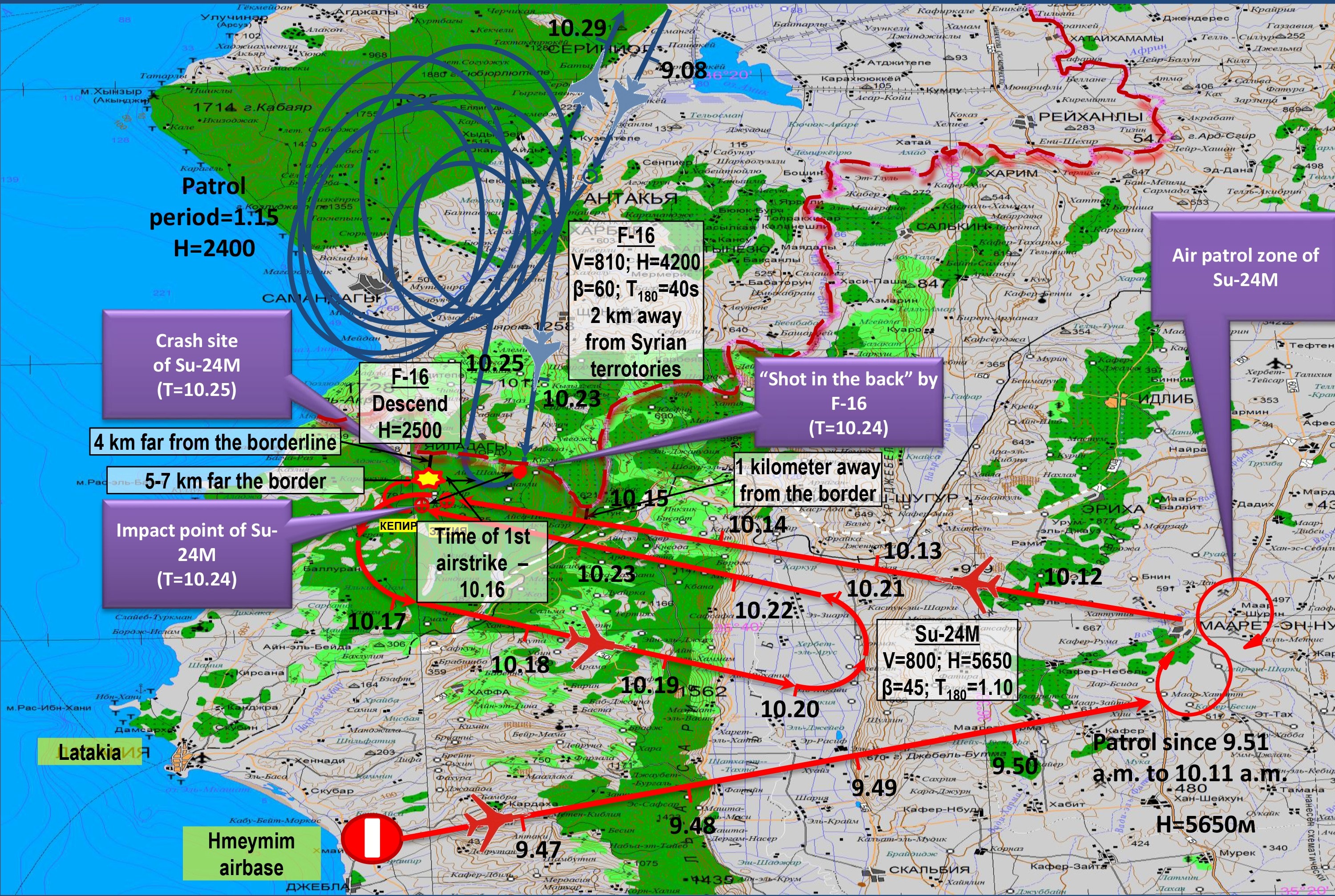
러시아 국방부가 두번째로 발표한 사건 지도. 빨간색 선이 러시아 공군의 수호이 Su-24 전폭기의 이동 경로이며, 파란색 선이 터키 공군의 F-16 비행 경로이다.

2015년 11월 24일 9시 20분경 터키와 시리아 국경 부근에서 러시아 공군의 Su-24 전폭기가 터키 영공을 침범했다고 터키군의 F-16 전투기가 발사한 AIM-9공대공미사일에 격추되어 시리아 북부에 추락했다. 터키군은 국적 불명기 2대가 영공을 침범한 것으로 인식하고 10번 경고했지만 영공 침범을 계속했기 때문에 1대를 격추했다고 주장하고 있다. Su-24의 탑승자 2명이 사망 한 것으로 보인다. 승무원 2명 비상 탈출 장치로 탈출했지만, 투르크멘인 시리아 반체제 무장 세력은 이날 저녁 '승무원 2명을 사살했다.'고 발표했다. 러시아도 '승무원 1명이 탈출 후 지상에서 총격을 받고 사망했다.'고 발표했다. Su-24은 격추되기 전에 시리아 터키계 소수 민족 투르크멘인 거주 지역을 폭격하고 있었다. 또한 승무원 수색을 하고 있던 러시아 군의 헬리콥터가 시리아 반체제 인사에 따르면 공격을 받아 손상되어 정부군 지배 지역에 불시착하여 승무원 1명이 사망했다고 한다.
러시아 군은 10월 3일에 터키 영공을 침범했다고 튀르키예에서 항의를 받은 것에 대해 '조종 실수'라고 해명했다.

## 반응
미국
버락 오바마 대통령은 "터키는 자국의 영토와 영공을 보호할 권리가 있다."며 "러시아가 온건한 반정부 세력을 공격하고 있는 것은 문제다."라고 말했으며, "터키와 러시아가 직접 대화를 실시하여 사태가 확대되지 않도록 하는 것이 중요하다."고 말했다.
러시아가 터키에대한 군사적 위협이 증가하자 미국은 터키에 F-15전투기를 배치했다.또한 러시아의 터키-IS 밀거래 의혹을 정면 반박하고 나섰다.
 북대서양 조약 기구
터키의 요청에 따라 나토 본부가 위치한 벨기에의 수도 브뤼셀에서 이례적으로 NAC(북대서양 이사회)긴급 회의를 소집했으며 옌스 스톨텐베르크 사무총장은 “러시아가 나토 회원국 국경을 자주 침범했기에 터키를 강력 지지한다”고 강조했다.12월 2일에 열린 회의에서는 터키의 방공망을 강화하는데 지원하겠다고 발표했으며 영국, 독일, 덴마크 등 주요 가맹국들이 터키와 지중해에 군함과 전투기를 추가 증원하기로 결정했다.
 국제 연합
11월 25일, 반기문 UN사무총장은 러시아 전투기가 터키 공군에 의해 격추된 것과 관련해 심각한 우려를 나타내며 긴장 완화를 위해 관계 당사자들이 모여 긴급 조치를 취할 것을 촉구했으며 신중하고 철저한 사고 조사가 미래의 사태 재발을 예방할 수 있을 것이라고 밝혔다. 또한 UN대변인은 "관련된 모든 국가에 긴장을 완화하기위한 모든 조치를 취하도록 요구한다. 이러한 사태가 반복되지 않기 위해서라도, 원인 규명이 필요하다"며 러시아 터키 모두에게 냉정한 대응을 촉구 한 후, "시리아 공습에 관한 국가는 사태가 발생하지 않도록 각별한주의가 필요하다. 특히 일반 시민의 연루를 피하기 위해 최대한의 배려를 해야한다 "며 IS에 대한 군사 작전을 진행중인 각국에 신중한 대응을 호소했다
 러시아
블라디미르 푸틴 대통령은 "러시아와 터키 관계에 심각한 결과를 초래하고 있다"라며 비난했으며 전 대통령 드미트리 메드베데프 군용기 격추는 전쟁 명분이 된다라고 밝혔다.
러시아는 본격적으로 터키에대한 경제제재에 돌입했으며 러시아인의 터키 여행 금지,터키 농산물 수입 제한,러시아내에서의 터키계 기업활동 등의 조치가 포함된다.러시아에서 활동중인 터키의 근로자 20만명의 노동계약 연장과 신규 채용을 금지했으며 터키 기업인 50명을 추방하기도 했다.
또한 러시아는 본격적인 군사적 압박을 가하기 시작했다. 테러단체 이라크 레반트 이슬람 국가의 거점을 폭격하는 러시아군 전략폭격기 주위에 호위 전투기 배치 그리고 시리아 내 라타키아 공군기지에 S-400지대공미사일을 배치했다.사거리 400km로 시리아 전역과 터키 남부 일대가 사정권에 들어갈 뿐만아니라 이스라엘에도 위협적이다.
이외에도 러시아군은 시리아 인근 해역에 슬라바급 미사일 순양함을 배치했으며 12월 13일에는 러시아 경비함이 터키 어선에 실탄으로 경고사격을 가하는 일도 있었다.
또한 시리아 내의 터키 원조차량을 러시아 전투기가 폭격하는 일도 있었다.
러시아는 격추된 전투기의 블랙 박스를 개봉하는 작업에 착수했으며 손상된 블랙박스에대한 추가 판독이 이루어지고있다고 발표했다.
 터키
레제프 타이이프 에르도안 대통령은 "러시아 군용기인지 몰랐다"라는 반응을 보였으며 유감을 표명했다.아흐메트 다부토올루 총리는 "군용기 격추는 정당하다"라는 반응을 보였다.또한 터키 외무장관은 "러시아와 과도한 대응에 인내심 한계에 달한다"라고 밝혔다.
러시아의 경제제재 조치에 맞서 터키는 러시아산 LNG수입을 최대25%줄이는것으로 대응했다.또한 터키 외무부는 터키 국민들의 러시아 여행을 자제하라고 당부했다.
터키국민들의 반러감정은 증폭되었으며 반러시위가 일어나기도 했다.
 프랑스
프랑수아 올랑드 대통령은 미국 대통령 버락 오바마와의 회견에서 "러시아가 다에시(IS)에 대한 군사적 행동에 집중하고 시리아 위기의 정치적 해결에 완전히 약속한다면 모두가 함께 해야 한다. 어떤 나라도 배제되어서는 안된다"라고 밝혔다.
 이란
친러국가인 이란도 터키에 대해 비난하고 나섰다. 이란은 러시아의 터키-IS 석유 밀거래 의혹을 지지했는데 모흐센 레자이에 이란 국정조정위원회 사무총장은 4일 국영 IRNA 통신에 이란이 IS가 튀르키예에서 석유를 거래한다는 사실을 입증할 증거를 확보했다고 밝혔다. 또한 이란 주요 언론은 터키 대통령의 가족이 IS와의 밀거래에 연루되어있다고 보도했다.
 이라크
하이데르 알아바디 이라크 총리는 5일 중무장한 터키군이 이라크 북부에 무단 주둔했다면서 즉각 철군하라고 요구했다. 원래 터키군은 3년전부터 이라크 북부에 주둔중이였는데 터키군이 러시아전투기를 격추한 시점에 이런 주장을 한것은 이라크 역시 러시아의 입장을 지지한다고 해석할 수 있다.
 시리아
바샤르 알 아사드 대통령은 러시아 전투기 격추사건을 언급하면서 "터키 대통령이 위험한 짓을 하고 있다."라며 터키를 지적했으며 터키가 다에시(IS)에게 무기를 제공했다고 주장했다.
 IS
러시아 군용기 격추사건 이후 한달이 지난 12월 4일 다에시 대원이 러시아의 푸틴 대통령에대한 욕설을 한 뒤 러시아인 남성을 참수하는 영상을 공개했다.
 로자바
이들은 러시아 전투기가 추락한 직후 조종사 한명을 사살했으며 또한 한명을 포로로 잡았다고 주장했다. 그리고 구출을 시도하는 러시아군 Mi-8헬기를 공격해 불시착하게 만들어서 한명이 사망했다.

## IS 석유 밀매 의혹
러시아는 피격된 전투기는 터키의 영공을 침해하지 않았으며 이슬람국가(IS)의 석유 판매를 차단하기 위해 공습을 했다고 밝혔다. 터키가 IS와 밀매하는 석유 공급처를 보호하기 위해 전폭기를 격추했으며 레제프 타이이프 에르도안 대통령도 IS 석유 밀매에 연루되어있다고 주장했다. 이란도 터키가 IS의 석유를 밀매한다는 증거를 공개하겠다 밝혔다.

## 여파
이 사건으로 인하여 러시아와 터키 양국 관계가 악화되고 사우스스트림을 대신하는 터키스트림 가스관 건설 계획이 다시 파기되었다. 그리고 러시아는 터키의 첫 원자력발전소인 아쿠유 원전의 건설을 중지했다.또한 달러와 엔화 환율 그리고 미국국채금리가 소폭 하락하기도 했다.